# Passerina quadrifaria
Passerina quadrifaria är en tibastväxtart som beskrevs av Bredenk. och A.E.van Wyk. Passerina quadrifaria ingår i släktet Passerina och familjen tibastväxter. Inga underarter finns listade i Catalogue of Life.